# Barbara Verdnik
Barbara Verdnik, slovenska novinarka in urednica, * 31. avgust 1957, Maribor, † 5. avgust 2024, Koper.
V rojstnem mestu je končala osnovno in srednjo šolo. Diplomirala je iz novinarstva na Fakulteti za sociologijo, politologijo in novinarstvo v Ljubljani. Po diplomi se je preselila v Koper. Leta 1982 se je zaposlila kot novinarka pri časopisu Primorske novice, od leta 1991 je bila direktorica časopisa. Verdnik je preoblikovala časopis, ki je pod njenim vodstvom postal dnevnik, modernizirala je tudi uredništvo in celotno družbo.
Kot novinarka je bila specializirana za gospodarske teme ter spremljala razvoj in preobrazbo v gospodarstvu na Primorskem.
Z mesta direktorice je bila odstavljena 2006. Po upokojitvi je ostala dejavna v družbenem življenju v mestni občini Koper. Leta 1989 je objavila publikacijo Obrtno združenje Koper in na njeno pobudo je leta 1994 izšla knjiga Dan prej.